# Inforteditions
Inforteditions – dom wydawniczy, specjalizujący się w naukowej i popularnonaukowej literaturze historyczno-wojskowej, od antyku do czasów najnowszych.

## Serie wydawnicze
- Bitwy/Taktyka – kampanie wojenne i bitwy,
- Wojownicy – wybrane formacje wojskowe lub armie,
- Pola Bitew – analizy batalii (walnych bitew),
- Prace historyczne – historia wojskowości.

## Wybrane publikacje z działuvaria(prace zbiorowe)
- Konrad Bobiatyński (red.): Studia historyczno-wojskowe. T. II. Zabrze 2008. ISBN 978-83-89943-29-3
- Barbara Jakubowska (red.): Obserwacja uczestnicząca w badaniach historycznych. Zabrze 2008. ISBN 978-83-89943-33-0
- Michał Buława (red.): Różne oblicza wojny. Zabrze 2008. ISBN 978-83-89943-40-8
- Konrad Bobiatyński (red.): Wojsko, wojskowość, miasta. Zabrze 2008. ISBN 978-83-89-94343-9
- Tomasz Ciesielski (red.): Studia historyczno-wojskowe. T. III. Zabrze 2009. ISBN 978-83-89-94345-3
- Piotr Kroll (red.): Hetmani zaporoscy w służbie króla i Rzeczypospolitej. Zabrze 2010. ISBN 978-83-89943-52-1
- Tomasz Ciesielski (red.): Zamki, twierdze i garnizony Opola, Śląska i dawnej Rzeczypospolitej. Zabrze 2010. ISBN 978-83-89943-56-9
- Dariusz Milewski (red.): Rzeczpospolita wobec Orientu w epoce nowożytnej. Zabrze 2011. ISBN 978-83-89943-61-3
- Bartłomiej Międzybrodzki (red.): Na z góry upatrzonych pozycjach. Warszawa-Zabrze 2011. ISBN 978-83-89943-63-7
- Karol Łopatecki (red.): Organizacja armii w nowożytnej Europie. Struktura-urzędy-prawo-finanse. Zabrze 2011. ISBN 978-83-89943-68-2
- Robert Słota (red.): Militarne tradycje Kędzierzyna-Koźla, Śląska i Rzeczypospolitej. Zabrze 2012 (planowane).